# بلومی (شهرستان همپشایر، ویرجینیای غربی)
بلومی (به انگلیسی: Bloomery) یک منطقهٔ مسکونی در ایالات متحده آمریکا است که در شهرستان همپشایر، ویرجینیای غربی واقع شده‌است.